# Liyana
Pour plus de détails, voir Fiche technique et Distribution.
Liyana est un film d'animation réalisé par Aaron et Amanda Kopp, coproduit par l'Eswatini (Swaziland), le Qatar et les États-Unis, sorti en salles le 10 octobre 2018. Le film alterne des séquences documentaires filmées en prise de vue réelles et une intrigue fictionnelle de conte poétique prenant la forme de séquences d'animation. Le film a remporté de nombreux prix dans des festivals de cinéma à travers le monde.

## Synopsis
Liyana suit le parcours de cinq orphelins swazis qui élaborent une histoire avec les conseils de l'écrivaine et activiste sud-africaine  Gcina Mhlope. Dans l'histoire qu'ils inventent, une jeune fille, Liyana, entreprend une quête périlleuse pour sauver ses deux frères jumeaux kidnappés.

## Fiche technique
- Titre : Liyana

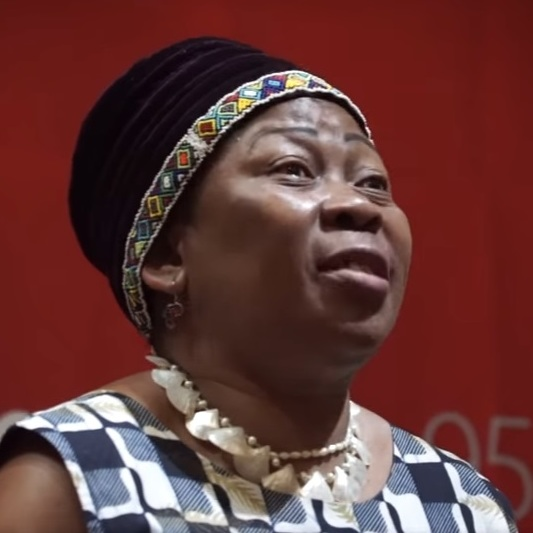
L'écrivaine sud-africaine Gcina Mhlope au Festival international de poésie de Medellín en 2016.

- Réalisation : Aaron Kopp et Amanda Kopp
- Scénario :  Sibusiso, Zweli, Phumlani, Nomcebo, Mkhuleko[1]
- Image : Aaron Kopp
- Direction artistique : Shofela Coker, Amanda Kopp
- Animation :  Shofela Coker
- Musique : Philip Miller
- Montage : Davis Coombe, Aaron Kopp
- Production : Aaaron Kopp, Amanda Kopp, Davis Coombe, Sakheni Dlamini, Daniel Junge, Thandie Newton
- Studios de production : Intaba Creative, Shine Global
- Budget : 34,822 dollars américains[2]
- Pays : Eswatini, Qatar, États-Unis
- Durée : 77 minutes[2]
- Date de sortie : États-Unis : 10 octobre 2018 (sortie en salles)

## Distribution
- Gcina Mhlope (dans son propre rôle)

## Conception du film
Le film est financé grâce aux studios Shine Global et Fork Films et à des subventions de la fondation MacArthur et du Doha Film Institute.

## Accueil critique
Le film reçoit un excellent accueil de la part des critiques de presse. Le site Rotten Tomatoes confère au film une note moyenne de 100/100 sur la base de 29 critiques de presse tandis que le site Metacritic lui confère une moyenne de 80 sur 100 sur la base de 10 critiques.

## Récompenses
Liyana remporte de nombreux prix dans des festivals de cinéma internationaux. Il reçoit notamment le prix du Meilleur documentaire au Festival de Los Angeles en 2017.